# Furtuna tropicală Imelda
Furtuna tropicală Imelda a fost un ciclon tropical care a fost a patra cea mai ploioasă furtună înregistrată în statul american Texas, provocând inundații devastatoare și record în sud-estul Texasului⁠(d). Al unsprezecelea ciclon tropical și a noua furtună cu nume din sezonul uraganelor din Atlantic din 2019⁠(d), Imelda s-a format dintr-o depresiune de nivel superior care s-a dezvoltat în Golful Mexic și s-a deplasat spre vest. A avut loc o dezvoltare redusă până când sistemul s-a apropiat de coasta Texasului, unde s-a transformat rapid într-o furtună tropicală înainte de a ajunge la țărm la scurt timp după aceea, pe 17 septembrie. Imelda a slăbit după atingerea țărmului⁠(d), dar a continuat să aducă cantități mari de ploi inundabile în Texas și Louisiana, înainte de a se disipa pe 21 septembrie.
Impactul a început atunci când Imelda a ajuns pe uscat⁠(d) ca o furtună tropicală slabă. Sistemul a adus ploi abundente și inundații periculoase în părți din sud-estul Texasului (în special în orașele Galveston⁠(d) și Beaumont), în timp ce mișcarea sa încetinea treptat deasupra uscatului. Până la 19 septembrie, au fost necesare zeci de salvări din apă, deoarece zonele au fost copleșite de precipitații, în unele zone înregistrându-se peste 43 de inci (1.100 mm) de ploaie. Pagubele totale sunt estimate la peste 5 miliarde de dolari (2019 USD). În ciuda faptului că furtuna a provocat pagube substanțiale, numele Imelda nu a fost retras în urma sezonului, făcând din Imelda al doilea cel mai costisitor nume de ciclon tropical Atlantic înregistrat care nu a fost retras, cel mai costisitor fiind uraganul Sally⁠(d) anul următor.

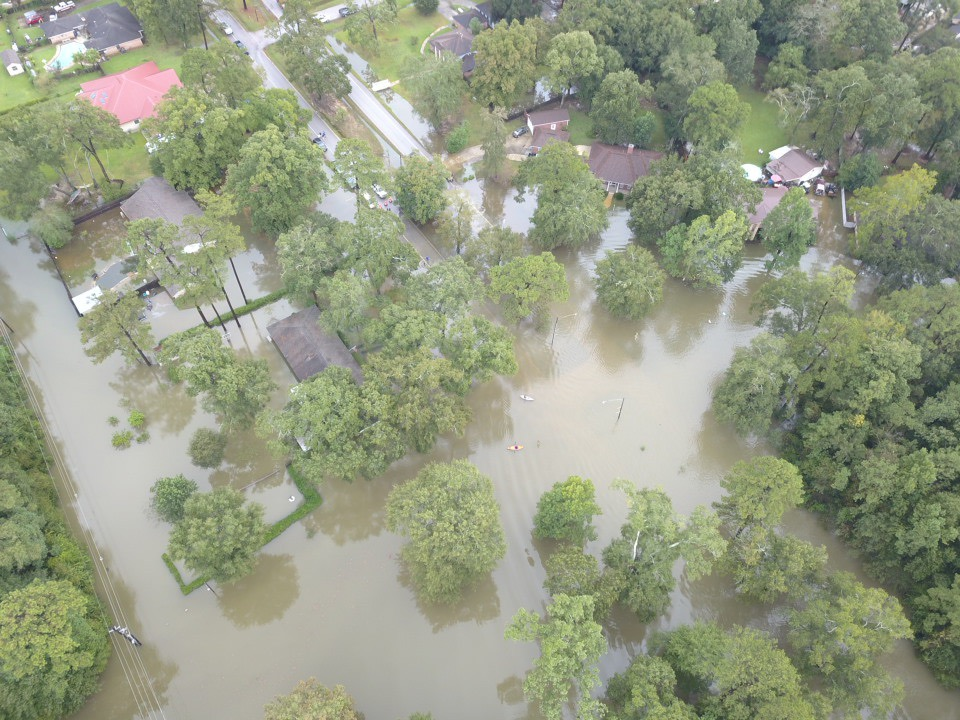
Vedere aeriană a inundațiilor din